# Per Eriksson (disponent)
Per Eriksson, född 22 oktober 1851 i Gammelviker, Vikers socken, död 18 juni 1928 på Röda korsets sjukhem i Stockholm, var disponent vid Hofors bruk 1890–1916.
Bergsmansättlingen Per Eriksson gick i skola i Nora fram till 1867. Han arbetade för sin äldre broder Erik Eriksson vid Skrikarhyttan. Han kom 1870 till Lyckås gods utanför Jönköping, där han arbetade under friherre Jacques de Geer. Därefter återvände han sedan han blivit myndig till Adolfsfors bruk i Värmland och blev där 1874 förvaltare åt brodern. Han arbetade även vid Ramshytte bruk och Pershyttan. 1879 blev han förvaltare åt statsrådet Thyselius över skogsegendomarna tillhöriga Finnåkers gods utanför Fellingsbro. 1887 köpte han bruksegendomarna Grönbo och Bäckgruvan.
År 1888 utsågs han av André Oscar Wallenberg att ingå i styrelsen för det då skuldtyngda Hofors bruk i Hofors i Gästrikland. Efter att disponent Gustaf Lilliehöök gått i pension 1890, blev Per Eriksson disponent.
Per Eriksson omorganiserade stora delar av företaget och lyckades få det på fötter med mycket hårt arbete och trofasta medarbetare, försäljningschef Lars Gustaf Bergström och överingenjör Carl Gösta Odelberg.
Per Eriksson var även från 1887 styrelseledamot för Ulvshytte järnverks AB, ledamot av styrelserna för Vivstavarv, Kopparbergs-Hofors, Högfors, Vargön, Hällefors och Laxå bruksbolag, Skogens Kol AB och Storviks Sulfit AB. Han var därtill ledamot av Gävleborgs läns hushållningssällskaps förvaltningsutskott 1893-1928, ledamot av lasarettsdirektionen i Gävle 1910-1928 och ledamot av centralstyrelsen för AB Jordbrukarbanken 1923-1928. Han var även ledamot av Gävleborgs läns landsting 1894-1909 och ledamot av kommunalnämnd, kyrkoråd och skolråd med mera i Torsåkers landskommun.
Han var gifte 1895–1900 med Gerda Eva Anna Helena Gabriella Hansson. Paret skildes 1900. Gerda Hansson gifte om sig med Gösta Lilliehöök.
Vid sin sida hade Per Eriksson även sin värdinna, Hedvig Ulfsparre (1877–1963). Tillsammans skapade de en av Gästriklands vackraste herrgårdar i och med renoveringen av tjänstebostaden Hofors herrgård 1910–1911.
Per Eriksson blev 1901 riddare och 1917 kommendör av andra klass av Vasaorden samt 1909 riddare och 1919 kommendör av andra klass av Nordstjärneorden. Han tilldelades även 1928 Illis Quorum av 12:e storleken.